# Ixora aneityensis
Ixora aneityensis là một loài thực vật có hoa trong họ Thiến thảo. Loài này được Guillaumin mô tả khoa học đầu tiên năm 1932.